# Nicotiana paa
Nicotiana paa är en potatisväxtart som beskrevs av R. Martinez-crovetto. Nicotiana paa ingår i släktet tobak, och familjen potatisväxter. Inga underarter finns listade i Catalogue of Life.